# Верхнее Шобозеро
Верхнее Шобозеро — пресноводное озеро на территории Амбарнского сельского поселения Лоухского района Республики Карелии.

## Общие сведения
Площадь озера — 1,5 км². Располагается на высоте 81,4 метров над уровнем моря.
Форма озера лопастная, продолговатая: оно более чем на два километра вытянуто с запада на восток. Берега изрезанные, каменисто-песчаные, местами заболоченные.
Из восточной оконечности озера вытекает безымянный водоток, впадающий в Пайозеро, через которое протекает река Воньга, впадающая, в свою очередь, в Белое море.
В озере расположено не менее восьми небольших безымянных островов.
Вдоль южного берега озера проходит автозимник.
Населённые пункты вблизи водоёма отсутствуют.
Код объекта в государственном водном реестре — 02020000711102000003436.